# Phyllotis wolffsohni
Phyllotis wolffsohni är en däggdjursart som beskrevs av Thomas 1902. Phyllotis wolffsohni ingår i släktet storörade möss och familjen hamsterartade gnagare. IUCN kategoriserar arten globalt som livskraftig. Inga underarter finns listade i Catalogue of Life.
Denna gnagare förekommer i centrala Bolivia. Den lever i bergstrakter och på högplatå som ligger 1300 till 3875 meter över havet. Arten vistas främst i buskskogar och den besöker ibland odlingsmark.